# Nippes (Köln)

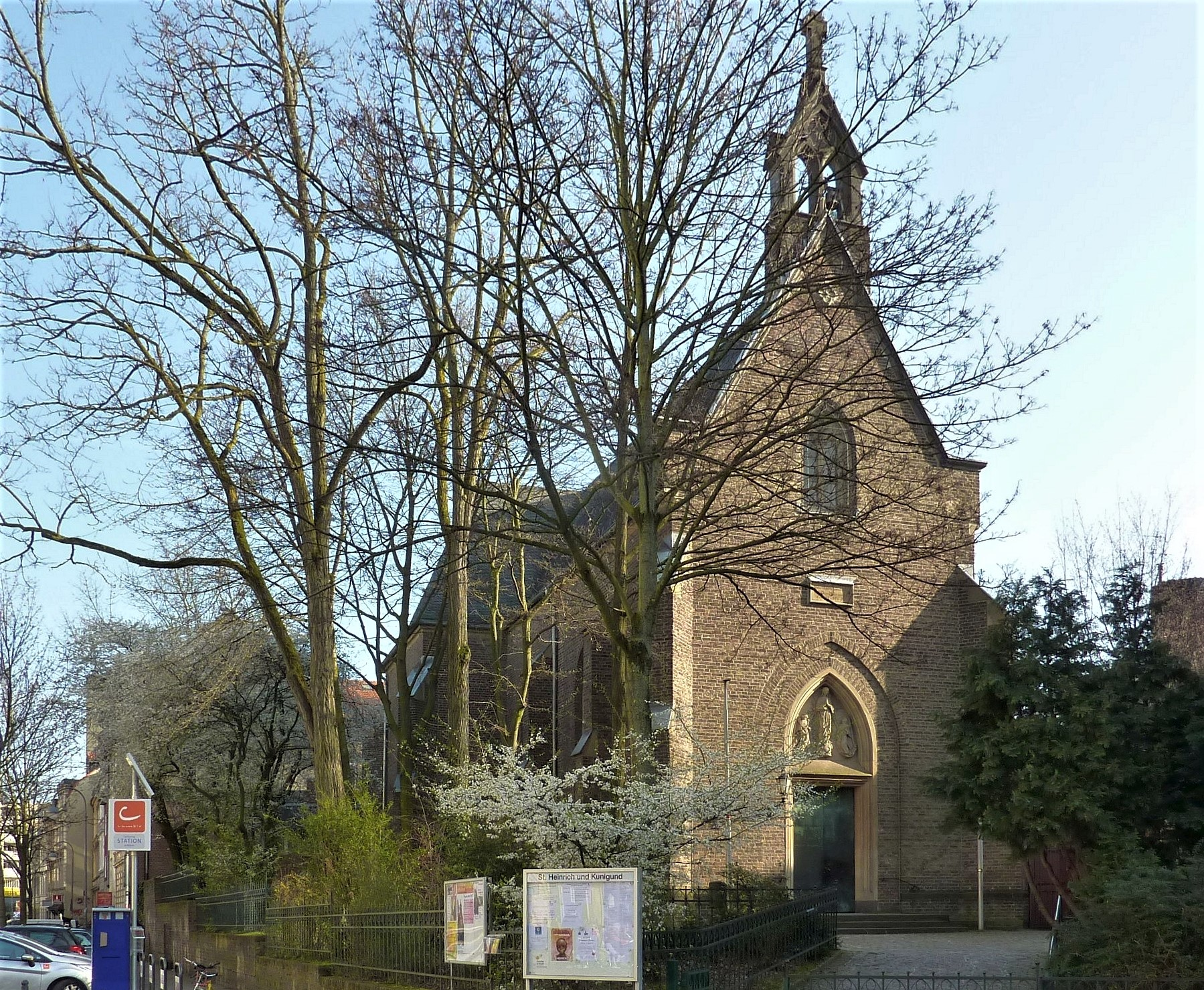
Köln-Nippes: Kirche St. Heinrich und Kunigund, Mauenheimer Straße (2017)

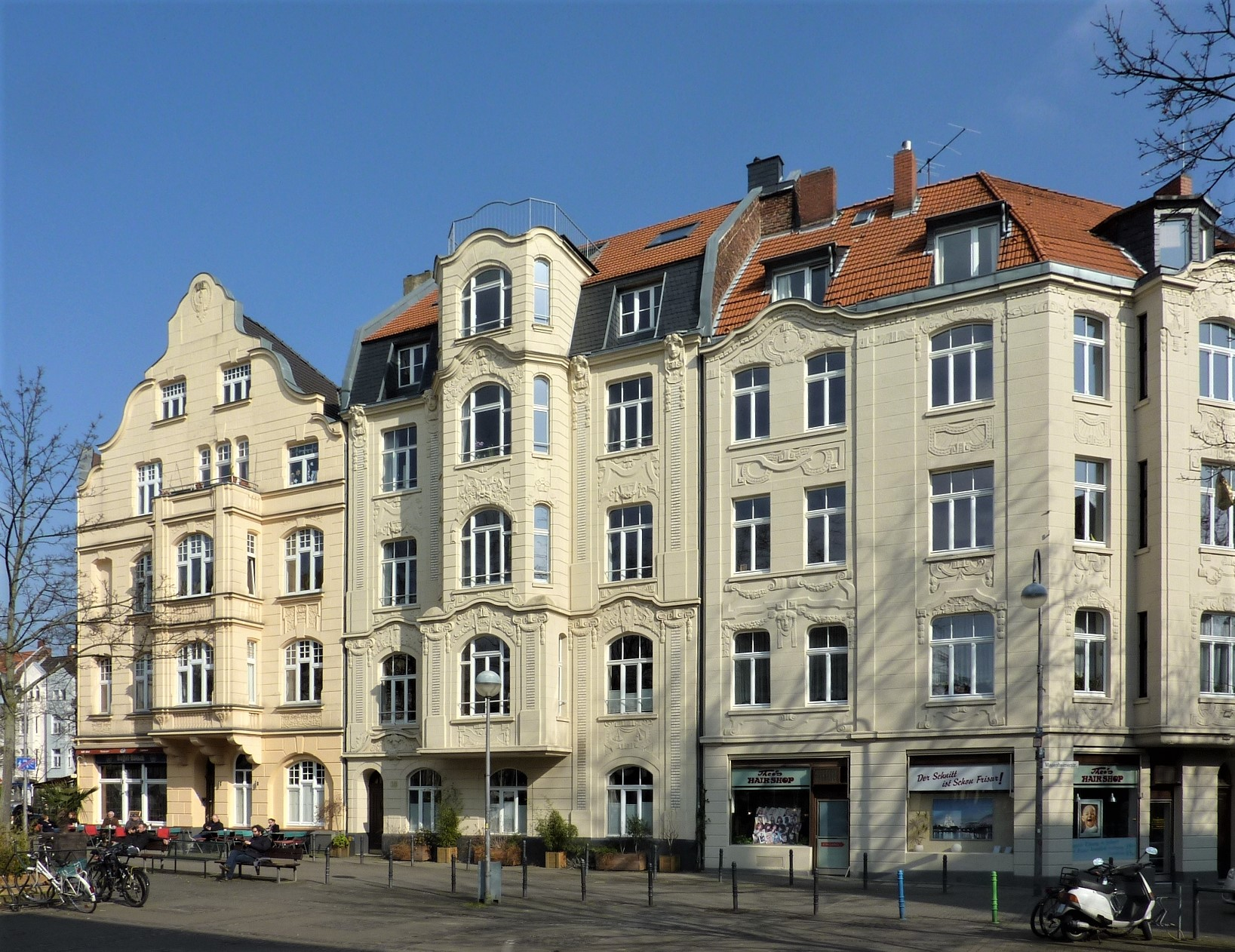
Gründerzeithäuser am Schillplatz in Nippes

Nippes (Kölsch: Neppes) ist ein linksrheinischer Stadtteil innerhalb des gleichnamigen Kölner Stadtbezirks 5.

## Lage
Der Stadtteil grenzt im Süden an die Neustadt-Nord, im Osten an Riehl, im Norden an Niehl, Weidenpesch und Mauenheim und im Westen an Bilderstöckchen und Neuehrenfeld.

## Geschichte

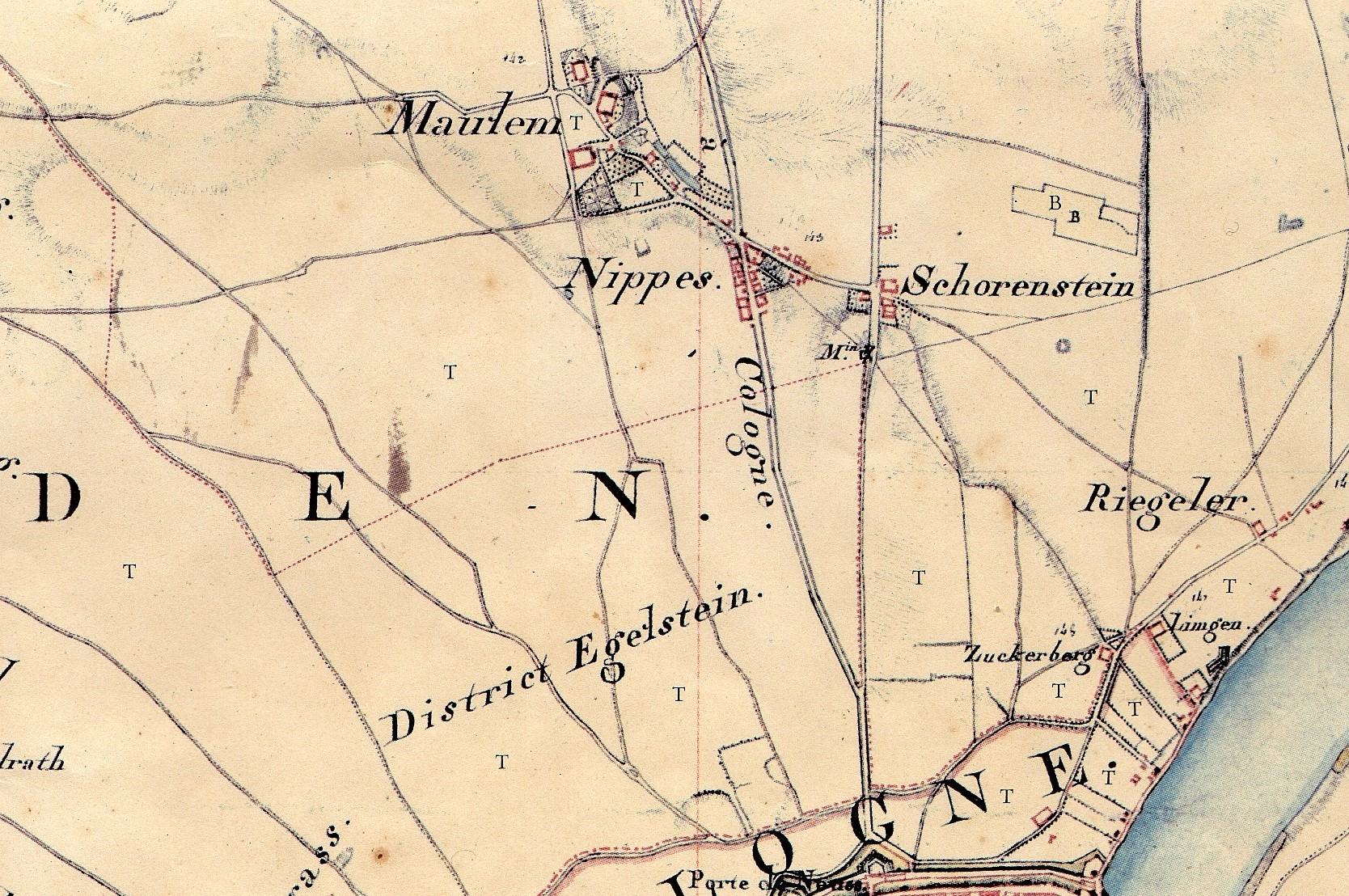
Köln Nippes – Tranchotkarte von Jean Joseph Tranchot (August 1807)

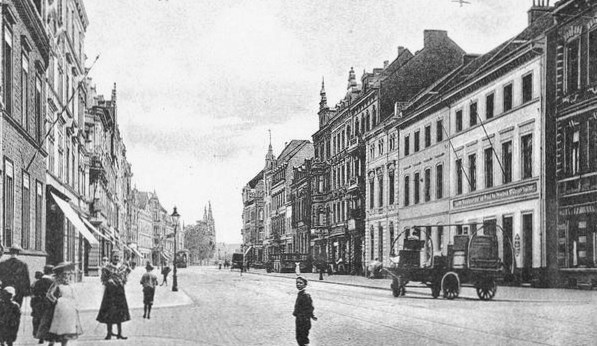
Köln-Nippes – Blick von der Neusser Straße Richtung Dom (um 1900)

Es gibt zahlreiche Deutungen des Namens Nippes, der ursprünglich in der Form „am Nippes“ („am Nipp-Haus“, vergleiche „Backes = Backhaus“) verwendet wurde. Der Wortbestandteil Nipp ist entweder von „Niep“ für eine feuchte Senke abgeleitet und erinnert daran, dass in diesem Gebiet einst ein Rheinarm verlief und der Untergrund dementsprechend sumpfig war, oder „Nepp“ weist auf einen Hügel oder eine kleine Anhöhe hin. Der von Riehl über Nippes nach Niehl verlaufende alte Rheinarm, der bis in das 19. Jahrhundert noch als Weiher erkennbar war und dessen Reste heute das Nippeser Tälchen bilden, könnte für diese erstgenannte Ableitung sprechen; andererseits liegen sehr viele der Orte, Ortsteile oder Fluren, die anderswo Nippes heißen, auf Anhöhen.
Zum Ende der Steinzeit gab es im heutigen Stadtgebiet, in Nippes und in der Innenstadt sowie in Merheim und Brück weitere Ackerbau-Siedlungen, die der Michelsberger Kultur zugerechnet werden. Ausgrabungen am Altenberger Hof haben Reste eines römischen Wohnhauses aus dem 1. bis 2. Jahrhundert nachgewiesen.
Im Jahre 1199 ist zum ersten Mal von der „Herrlichkeit Mauenheim“ die Rede, in deren Mitte der heutige Altenberger Hof und zwei weitere größere Höfe standen. Es ist jedoch sehr wahrscheinlich, dass das erste Gehöft dort wesentlich früher erbaut wurde. Die „Herrlichkeit Mauenheim“ erstreckte sich im Osten bis zur Niehler Straße, im Westen bis zum heutigen Bilderstöckchen und im Süden bis zum heutigen Ebertplatz. Im Jahre 1549 wird Nippes erstmals urkundlich erwähnt, als „Johann van Wermßkirchen, wyrt am nippis“ in einem Pachtvertrag genannt wird. Die nach 1609 erschienene Schweidkarte von Abraham Hogenberg zeigt nördlich der Neusser Straße die Ansiedlung „Maurhem“, südlich davon das noch kleinere „Nippes“. Die sich auf dem Gebiet der „Herrlichkeit Mauenheim“ befindende Ortschaft Nippes wurde jedoch im Laufe des 16. und 17. Jahrhunderts immer bedeutender und übertraf „Maurhem“ allmählich an Größe.
Aus mehreren Ratsbeschlüssen und Edikten ist bekannt, dass Nippes insbesondere wegen seiner Bierhäuser mit Ausschank des in Köln verbotenen Dollbiers sehr beliebt war. Die Kneipen außerhalb der Kölner Stadttore unterlagen nicht dem Zugriff der Stadt und mussten auch keine Akzise bezahlen. Am 23. April 1755 verbot der Kölner Stadtrat das Auslaufen zum Dollbier nach Nippes und anderswo im „Ausland“.
Seit der Franzosenzeit gehörte Nippes zur Bürgermeisterei Longerich (französisch Mairie de Longerich), die Tranchotkarte vom August 1807 bezeichnete die Ansiedlung wieder als „Nippes“. Auch nach dem Wiener Kongress verblieb sie bei der preußischen Bürgermeisterei Longerich. Da in der Kölner Innenstadt durch die preußischen Rayonbestimmungen keine Industrieansiedlung erlaubt war, siedelten sich seit etwa Mitte des 19. Jahrhunderts zahlreiche Unternehmen in Nippes an. Bekannteste Beispiele sind die von Heinrich Auer gegründete Auermühle (1850; die später durch den Markennamen Aurora in Deutz bekannt wurde), die Clouth Gummiwerke (1868) oder die Schmiermittelfabrik „Kretzer & Wirtgen G.m.b.H.“ (1875). 1793 wurde die Steingutfabrik Monheim & Cremer und 1852 die Porzellanfabrik Wirz & Riffart gegründet.
Seit 1855 ist Nippes mit dem Bahnhof Köln-Nippes an die Bahnstrecke Köln–Kleve angeschlossen. Am 28. Dezember 1859 beschloss die Direktion der Rheinischen Eisenbahn-Gesellschaft den Bau einer zentralen Eisenbahnwerkstatt und eines Rangierbahnhofs auf dem 60 Morgen (daher „Sechzigstraße“) großen Gelände in Höhe der Siebachstraße, die 1991 stillgelegt wurden. Der Eisenbahningenieur Emil Hermann Hartwich (1801–1879) erwarb 1860 im heutigen Sechzigviertel das ehemalige Gelände eines Lehmziegelfeldes, das auch Sand für Ziegelsteine enthielt.
Im Jahre 1875 beantragte der Konsul Ernst Hardt bei der Stadtgemeinde die Anlage einer Pferdebahn nach Nippes und nach Ehrenfeld, aber erst am 19. Oktober 1876 gab die „Stadt Cöln“ die Zustimmung zu ihrem Bau. Ihre Fertigstellung erfolgte im September 1877. Die Linie stellte sich als nicht sehr ertragreich heraus, so dass sie nicht sofort elektrifiziert wurde. Am 1. Januar 1886 wurde Nippes mit den Ortschaften Mauenheim und Riehl zu einer eigenen Gemeinde Nippes zusammengefasst. Zum 1. Januar 1887 wurde die Gemeinde Nippes aus der Bürgermeisterei Longerich ausgegliedert und zu einer eigenen Bürgermeisterei erhoben, die allerdings nicht lange Bestand hatte und 1888 ebenfalls nach Köln eingemeindet wurde. Im Jahre 1889 gründete sich die „Große Nippeser Karnevalsgesellschaft“, deren Nachfolger die 1903 gegründete „KKG Nippeser Bürgerwehr von 1903 e. V.“ ist.
Im Jahre 1898 erwarb die Stadt Köln das Areal des Wilhelmplatzes, der 1899 entstand. Ob auf dem Wilhelmplatz eine Ziegelei stand, ist nicht erwiesen. Er ist benannt nach Kaiser Wilhelm I.; auch die Namen weiterer Straßen und Plätze in Nippes sind preußischen Ursprungs, sie verweisen auf berühmte Generäle und Offiziere (z. B. Schill-, Bülow-, Blücher- oder Gneisenaustraße). Seit dem 24. Juli 1900 findet auf dem 3000 m² großen Wilhelmplatz ein Wochenmarkt statt, dem einzigen täglichen Wochenmarkt in Köln. Der im 19. Jahrhundert im „Nippeser Tälchen“ existierende Weiher war ein beliebter Naherholungsort mit Rudergelegenheit. Die heute dort befindliche Grünfläche, mit dem angrenzenden, renovierten Altenberger Hof als Kulturveranstaltungsstätte und Restaurant, dient ähnlichen Zwecken. Die letzte Fahrt der Pferdebahn auf der Strecke Nippes-Flora fand am 22. Mai 1907 statt, lange nachdem am 15. Oktober 1901 die Elektrifizierung begonnen hatte.
Im Zweiten Weltkrieg erlebte Nippes die schlimmste Kriegsnacht vom 8. zum 9. Juli 1943.

## Gegenwart
Heute ist Nippes ein lebendiges „Veedel“, in dessen Zentrum sich die Neusser Straße mit vielen Geschäften befindet. Hier liegt auch die weit über das Stadtviertel hinaus bekannte Traditionskneipe Em Golde Kappes. Einen Stadtteil im Stadtteil stellt das Eisenbahn-Quartier (auch „Sechzigviertel“ genannt) dar (Sechzigstraße, Hartwichstraße und Nebenstraßen), das seinen Ursprung in einer Werkssiedlung des Ausbesserungswerks der Eisenbahn hat. Dieses Werk existiert mittlerweile nicht mehr; stattdessen wurde eine teilweise autofreie Siedlung mit Ein- und Mehrfamilienhäusern errichtet.
Auf dem Gelände der ehemaligen Clouth-Werke entsteht seit 2013 ein neues Wohnviertel, das Clouth Quartier. Auf ungefähr 25.000 Quadratmeter Grundstücksfläche entstehen über 1.000 Wohnungen. Die ersten Wohnungen wurden im Dezember 2015 bezogen.
Im ehemaligen Bahnbetriebswerk Köln-Nippes ist seit 1992 das Rheinische Industriebahn-Museum (RIM) untergebracht. Dieses befindet sich aber nicht auf dem Gebiet des Stadtteils Nippes, sondern liegt in Bilderstöckchen und Longerich.

## Bevölkerungsstatistik
Struktur der Bevölkerung von Köln-Nippes (2021):
- Durchschnittsalter der Bevölkerung: 41,3 Jahre (Kölner Durchschnitt: 41,4 Jahre)
- Ausländeranteil: 15,3 % (Kölner Durchschnitt: 19,3 %)
- Arbeitslosenquote: 5,3 % (Kölner Durchschnitt: 8,6 %)

## Bemerkenswertes

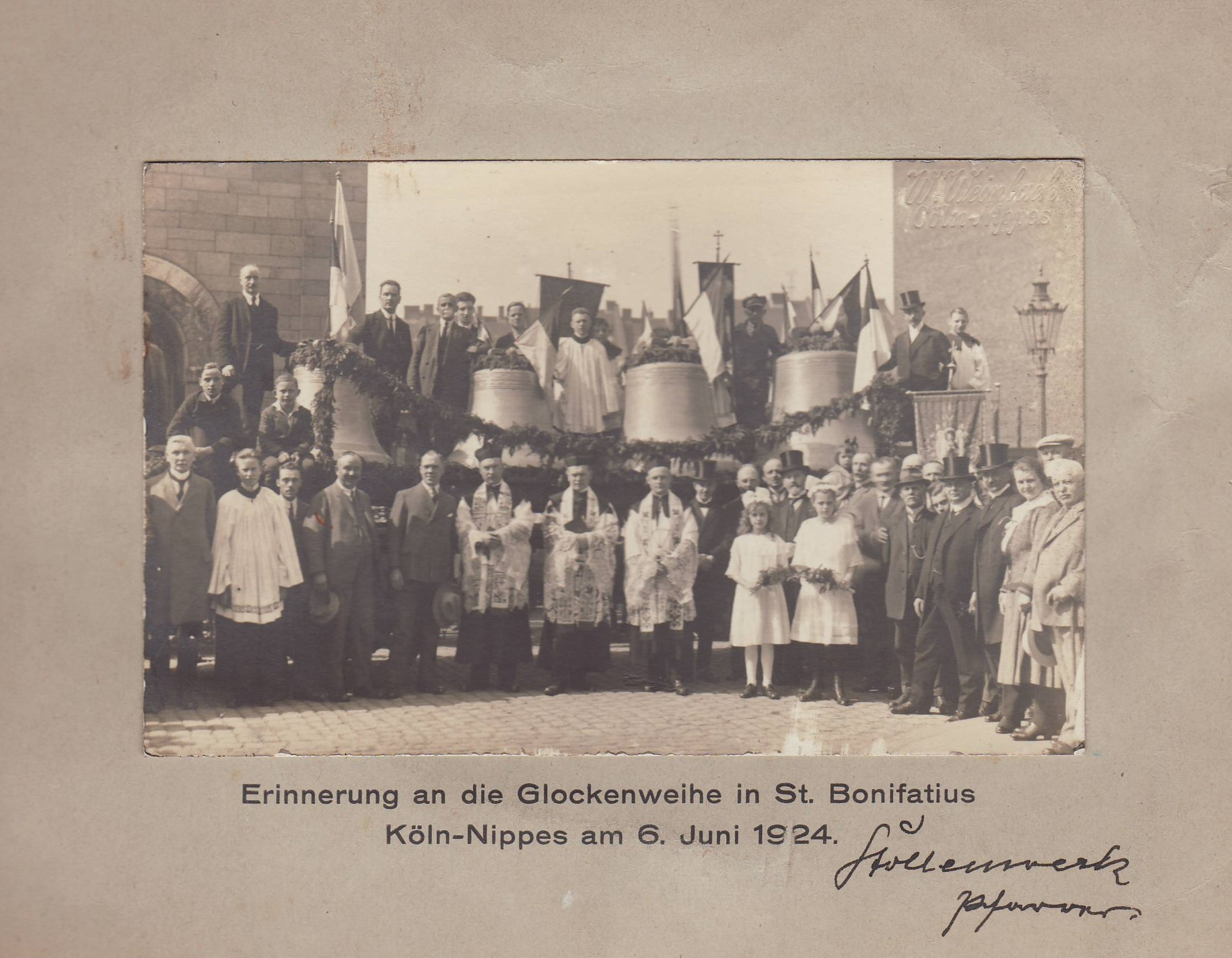
Erinnerung an die Glockenweihe in St. Bonifatius, Köln-Nippes, 6. Juni 1924

Bekannt ist Nippes unter anderem für seinen täglich (außer sonntags) stattfindenden Markt auf dem Wilhelmplatz. Er wurde um das Jahr 1900 ins Leben gerufen. Der Straßenkarneval im Viertel wird dort traditionell an Weiberfastnacht um 9.11 Uhr von der Nippeser Bürgerwehr eröffnet, einem Traditionskorps des Kölner Karnevals.
Es gibt reizvolle Grünflächen an den Rändern des Stadtteils: Das „Nippeser Tälchen“ im Norden, die „Nippeser Schweiz“ im Südwesten, der „Lohsepark“ mit der sogenannten „Nippeser Alhambra“ von Fritz Schumacher und Fritz Encke im Süden und der „Johannes-Giesberts-Park“ im Osten. Ganze Straßenzüge präsentieren Hausfassaden aus Gründerzeit und Jugendstil, z. B. die Schwerinstraße, der Leipziger Platz und die Eisenachstraße. Sehenswert sind auch der „Altenberger Hof“, der jetzt das Nippeser Bürgerzentrum beherbergt, und die Nippeser Kirchen. Die älteste unter ihnen ist die Kirche „St. Heinrich und Kunigund“ (1850–1852 nach Plänen des Baumeisters Vincenz Statz errichtet) an der Mauenheimer Straße, eine der jüngsten St. Hildegard in der Au an der Corrensstraße.
Das Gymnasium Köln-Nippes (inoffiziell auch „Blüchergymnasium“ genannt, seit Anfang 2011 offiziell „Leonardo-da-Vinci-Gymnasium Köln-Nippes“), mitten in Nippes gelegen, hat eine jüngst sanierte ansehnliche Fassade aus rotem, weiß gebändertem Miltenberger Sandstein und beherbergt ein Planetarium und zwei Sternwarten.
Die evangelische Lutherkirche gilt als die einzige neogotische Kirche Kölns mit nahezu vollständig erhaltener Originalausstattung, darunter ein vollständiger Fensterzyklus. Sie wird auch regelmäßig als Kulturkirche genutzt.

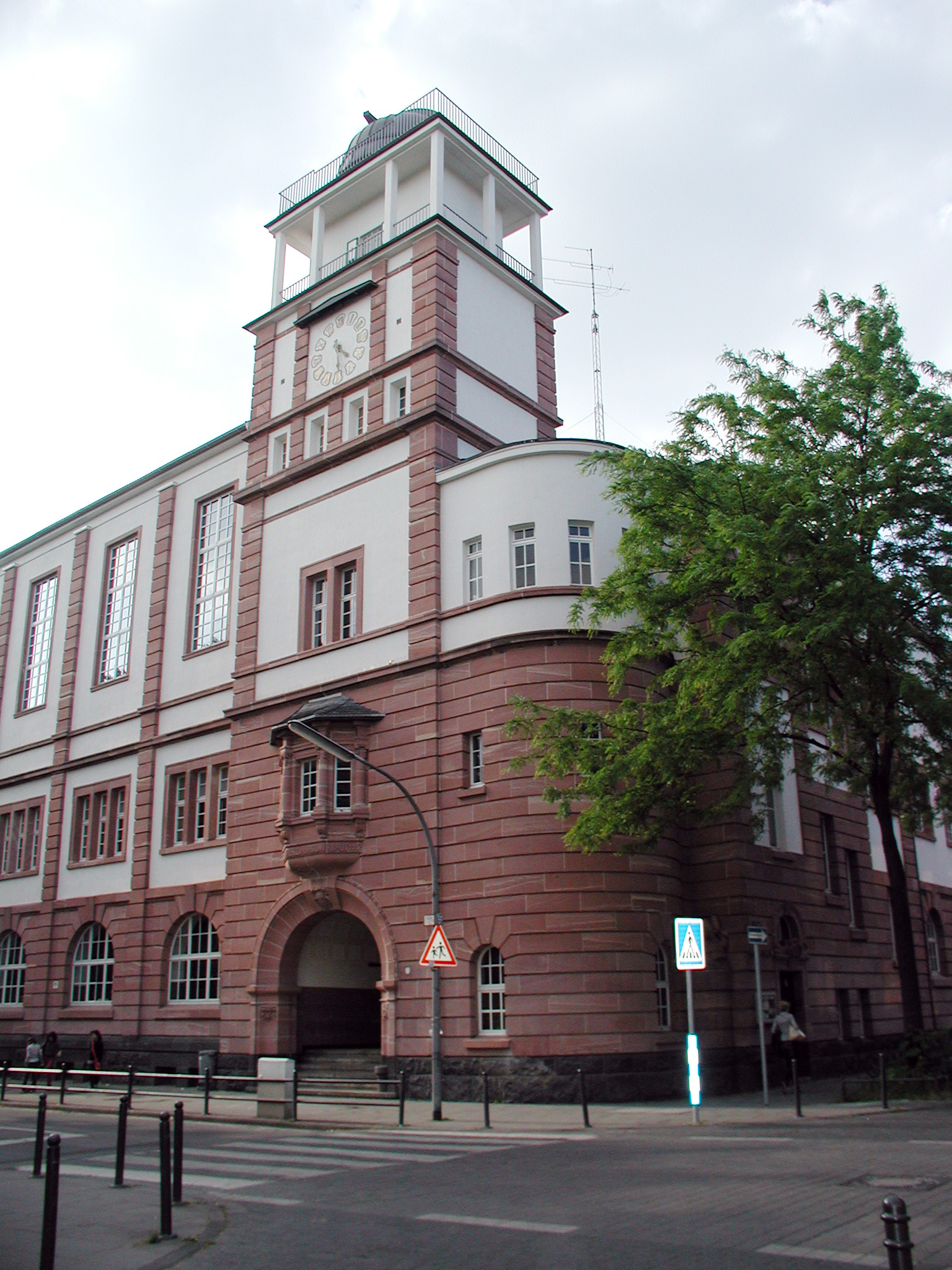
Leonardo DaVinci Gymnasium
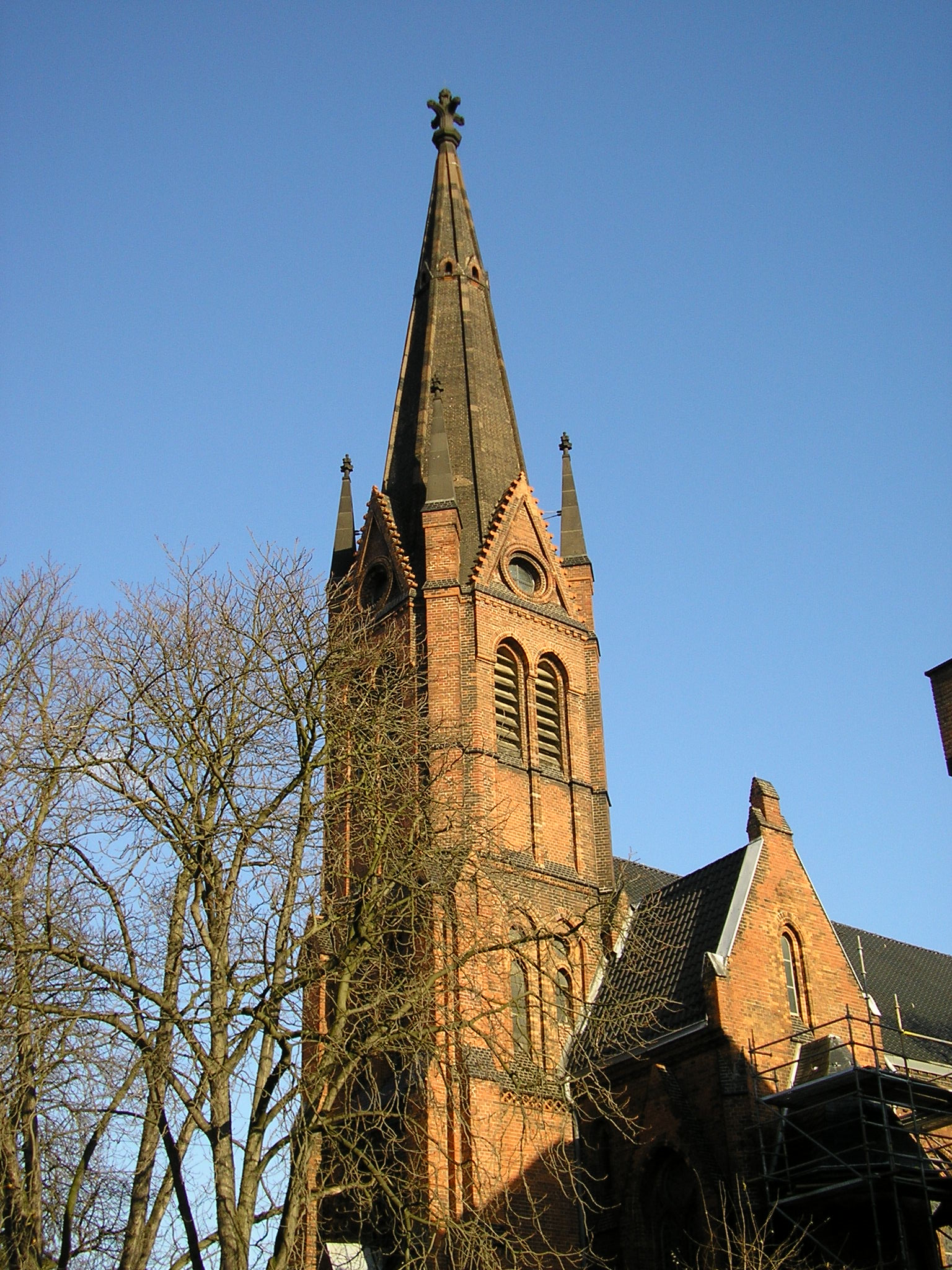
Lutherkirche Nippes
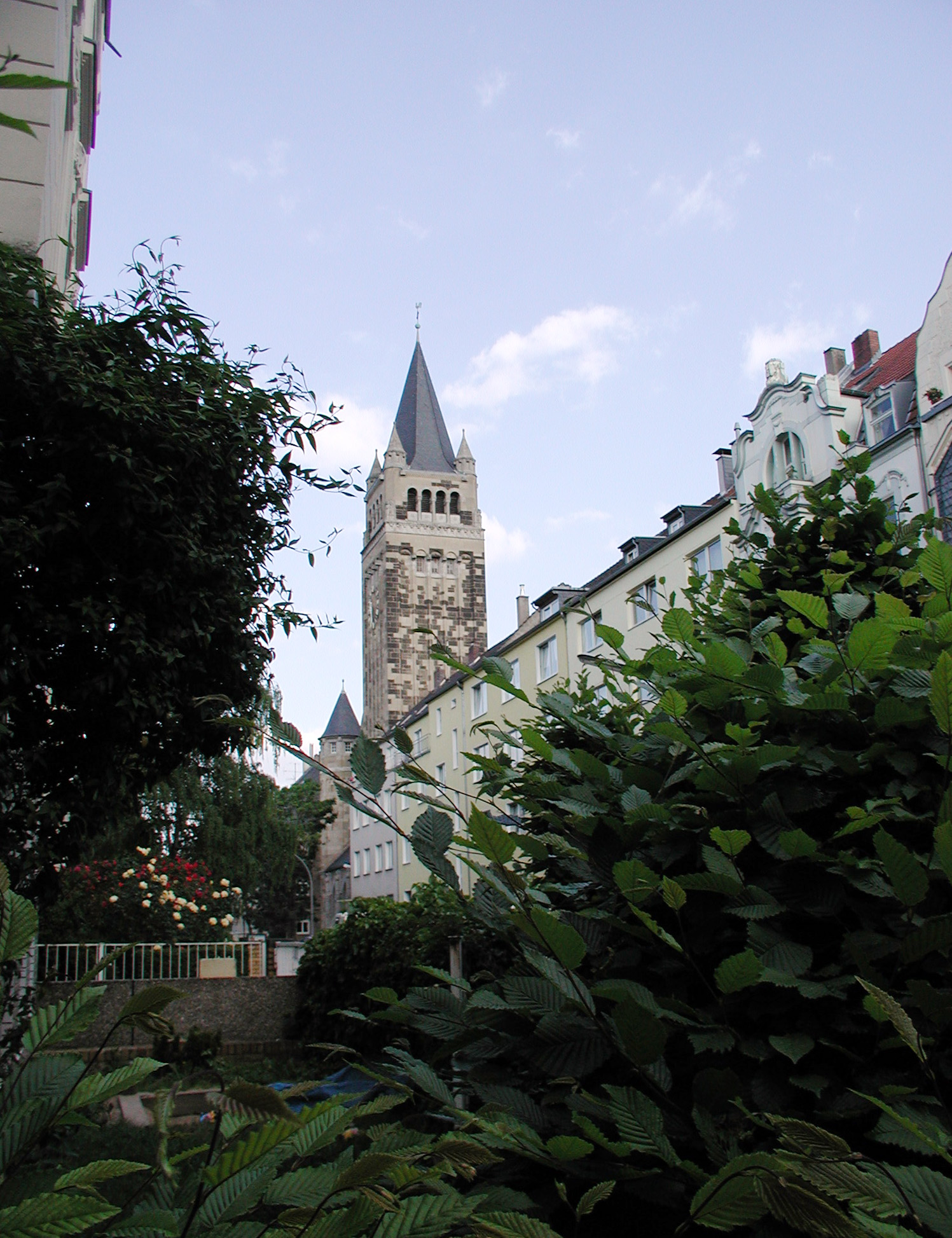
St. Bonifatius, Gneisenaustraße
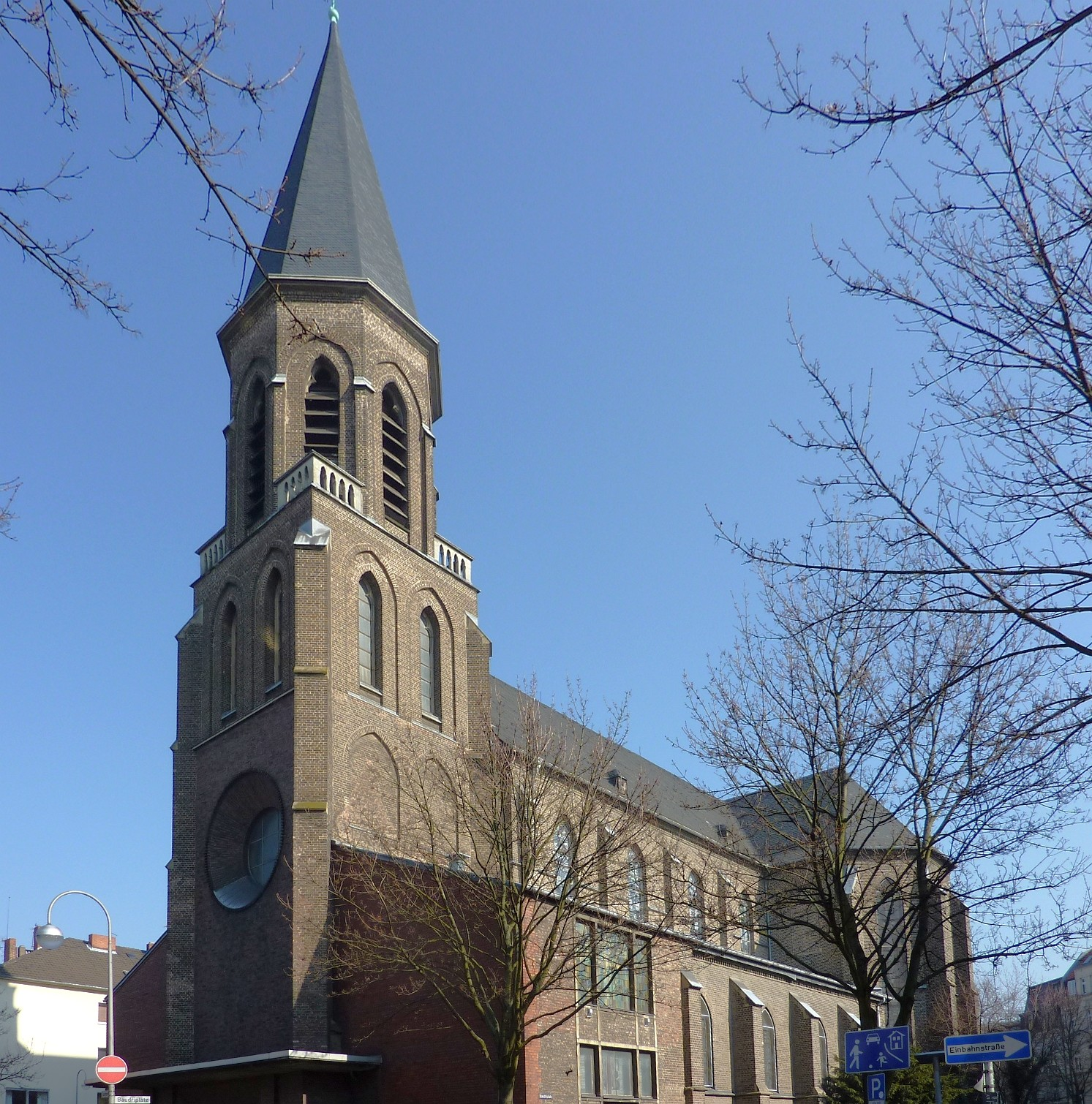
St. Marien-Köln-Nippes
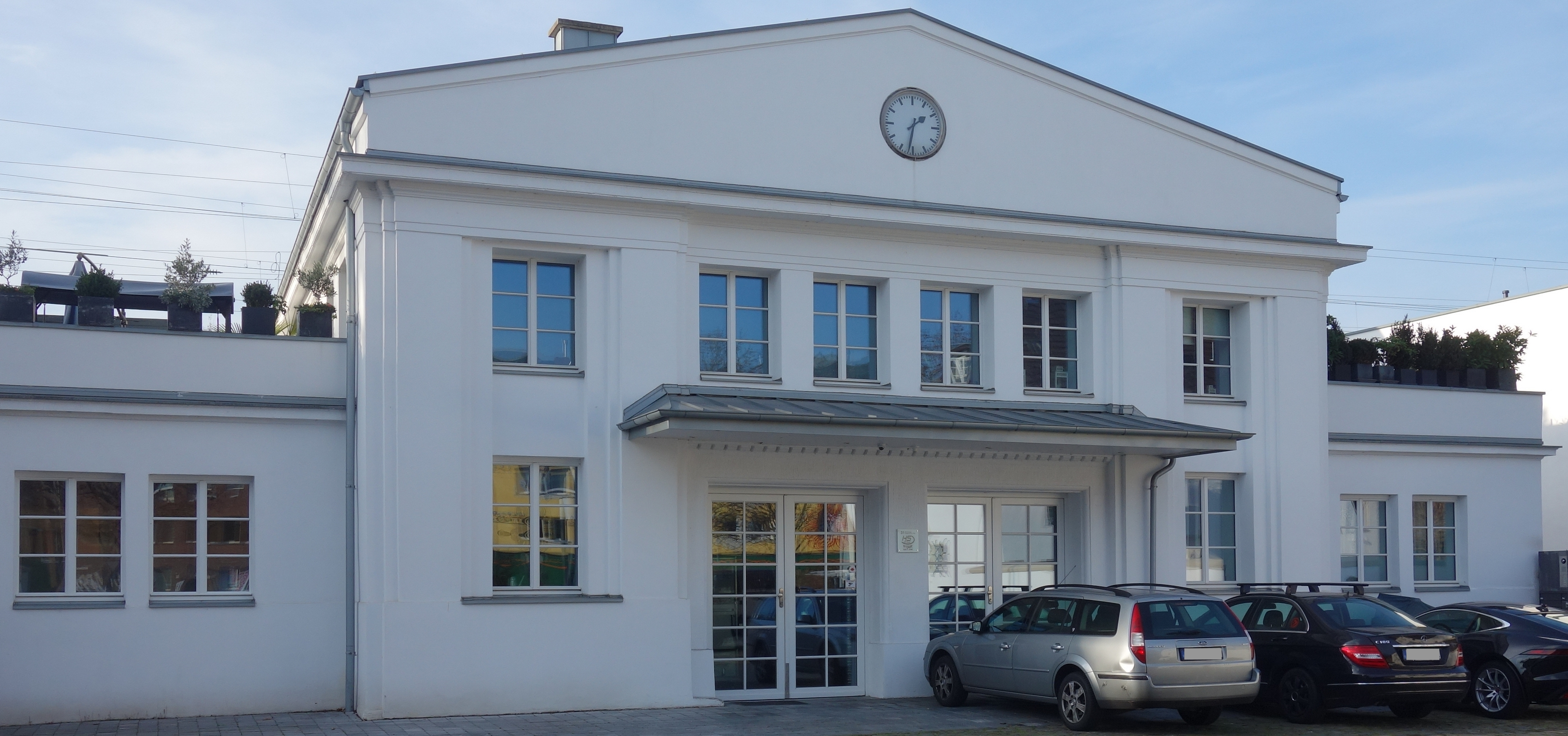
Alter Bahnhof
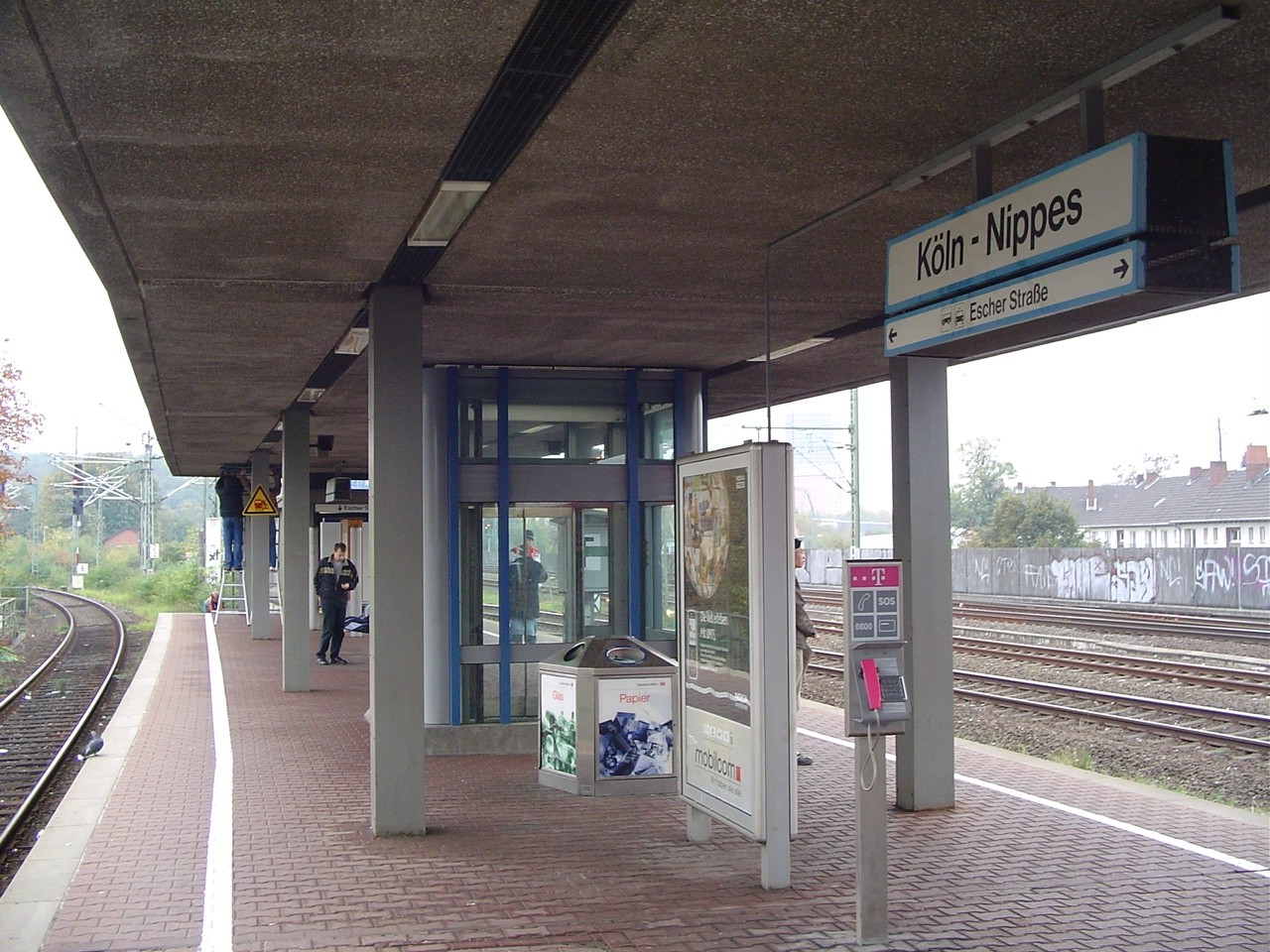
Nippes S-Bahnhof
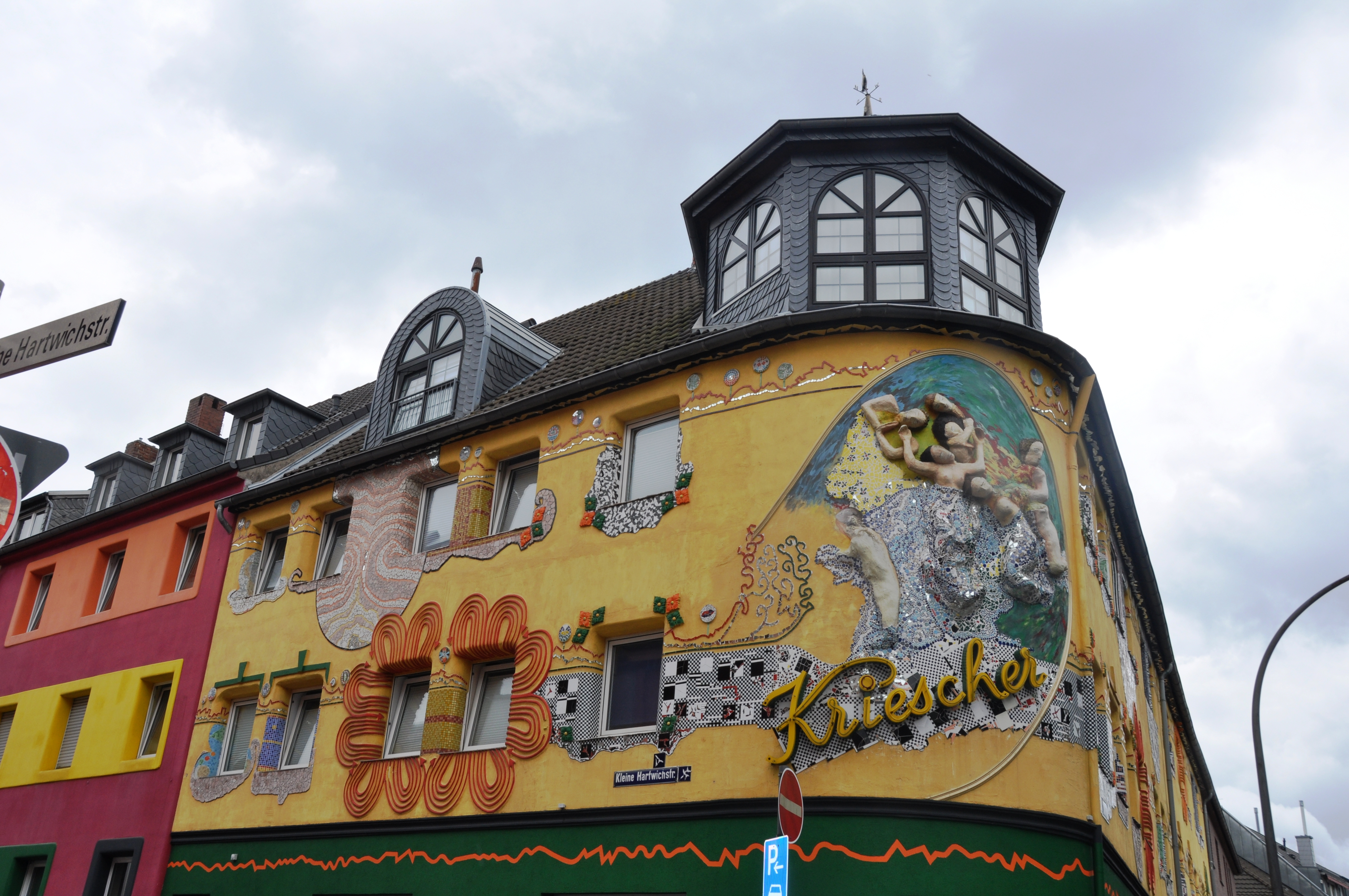
Fassadengestaltung des Hauses Escher Str. 50
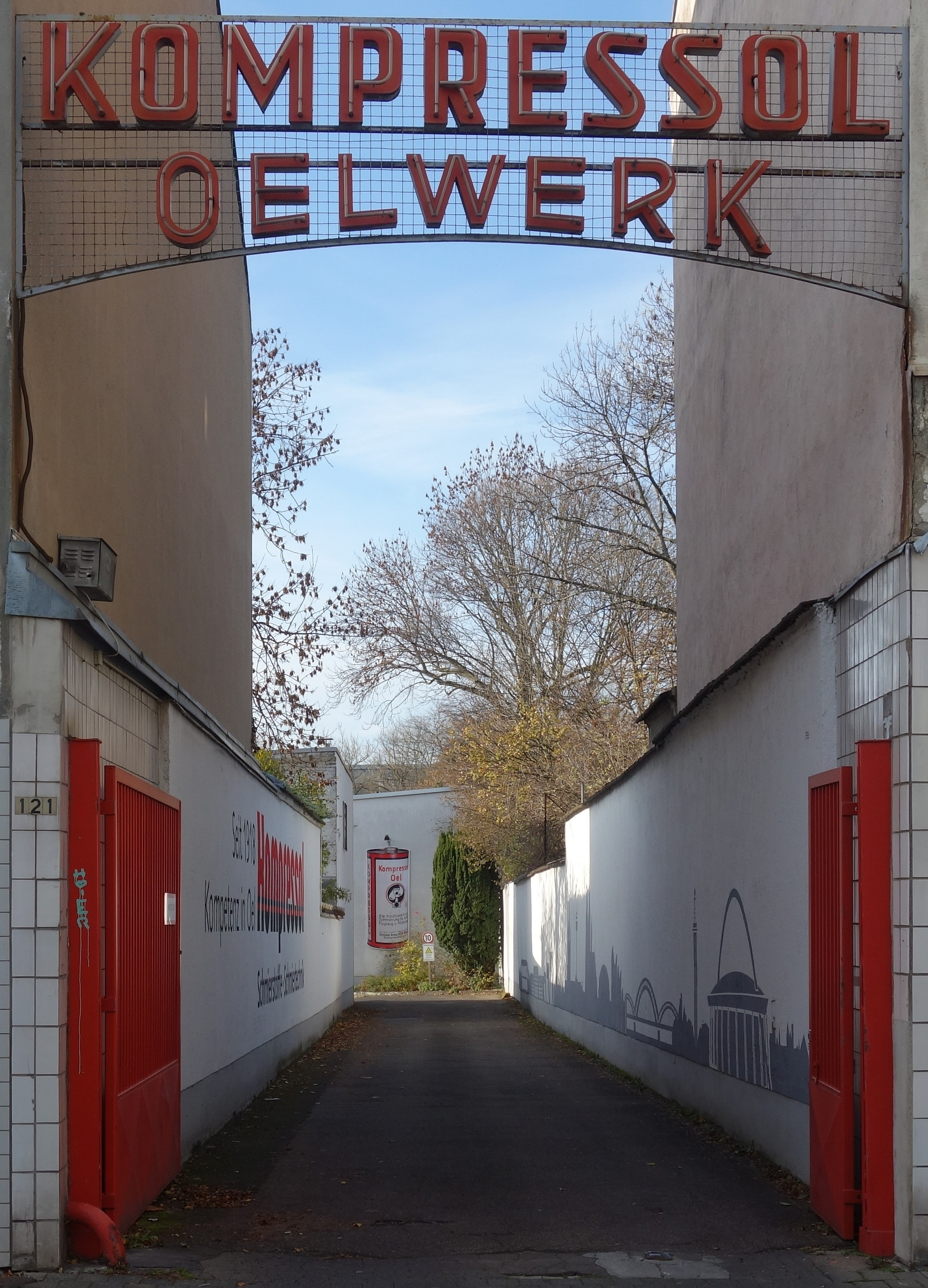
Kompressol Ölwerk

## Nippeser Straßennamen
Nippes lässt sich den Straßennamen nach in Quartiere einteilen mit einigen Ausnahmen, die weiter unten aufgelistet sind:
- Das Eisenbahn-Quartier (gebaut bzw. umbenannt ab 1893) → Hartwichstraße, Kleine Hartwichstraße, Nohlstraße, Sechzigstraße, Werkstattstraße, im Jahr 2006 erfolgte die Benennung der Straßen auf dem Gelände des ehemaligen Eisenbahnausbesserungswerkes Köln-Nippes, die Straßennamen Wagenhallenstraße, Kesselhausstraße, Am Alten Stellwerk, Bahnwärterweg, An der Alten Kantine, Am Ausbesserungswerk, Lokomotivstraße und An der Drehscheibe orientieren sich an den alten Betriebseinrichtungen und Orten des Geländes
- Das Preußen-Quartier (gebaut ab 1900) → Blücherstraße, Bülowstraße, Einheitstraße, Freiherr-vom-Stein-Straße, Gneisenaustraße, Leipziger Platz, Louis-Ferdinand-Straße, Nettelbeckstraße, Scharnhorststraße, Schillstraße, Schwerinstraße, Tauentzienstraße, Waterloostraße, Wilhelmplatz, Yorckstraße
- Das Thüringer-Quartier (gebaut bzw. umbenannt ab 1892) → Eisenachstraße, Thüringer Straße, Wartburgplatz, Wartburgstraße
- Das Künstler-Quartier (gebaut bzw. umbenannt ab 1893) → a. Adam-Wrede-Straße, Cranachstraße, Gellertstraße, Grabbestraße, Holbeinstraße, Joseph-Bayer-Straße, Kuenstraße, Schenkendorfstraße, Schneider-Clauss-Straße → b. Geldorpstraße, Hogenbergstraße, Simon-Meister-Straße
- Das Niederrhein-Quartier (gebaut vor und umbenannt ab 1880 (unter a.)/1893 umbenannt bzw. gebaut ab 1932 (unter b.)) → a. Dormagener Straße, Knechtstedener Straße, Ürdinger Straße, Zonser Straße → b. Eltener Straße, Isselburger Str., Kalkarer Straße, Kevelaerer Straße, Xantener Straße
- Das Kolonial-Quartier (gebaut ab 1935) → Gustav-Nachtigall-Straße, Kamerunstraße, Usambarastraße  (bis 12. September 1990 Lüderitzstraße), Namibiastraße (bis 1990 Carl-Peters-Straße), Tangastraße[15], Togostraße
- Das Botaniker-Quartier (gebaut ab 1956) → Correnstraße, De-Vries-Straße, Nägelistraße
- Alte Nippeser und Kölner Familien → Auerstraße, Auguststraße, Christinastraße, Eichstraße, Franziskastraße, Lohsestraße, Siebachstraße, Steinbergerstraße[16]
- Das Flora-Quartier (gebaut bzw. umbenannt vor 1880) → Florastraße, Gartenstraße, Nelkenstraße
- Das Clouth Quartier (gebaut auf dem Gelände der ehemaligen Clouth Gummiwerke AG)  → Luftschiffplatz, Josefine-Clouth-Straße, Kautschukstraße, Seekabelstraße, Am Walzwerk und Auf dem Stahlseil

Ausnahmen:
- Kirchbauten → Josephkirchplatz, Turmstraße
- besondere Ehrungen → Baudriplatz, Baudristraße, Erzbergerplatz, Franz-Clouth-Straße, Kretzerstraße, Krüthstraße

## Persönlichkeiten aus Nippes
- Ernst Brand (1869–1948), Architekt
- Paul Langen (1893–1945), Pädagoge, Rektor und Gegner des Nationalsozialismus
- Willi Müller (1895–1965), Politiker, Bürgermeister von Moers und Landtagsabgeordneter
- Lis Böhle (1901–1990), Mundartdichterin
- Maximilian Ittenbach (1907–nach 1944), Altgermanist und Volkskundler, Hochschullehrer
- Heinrich Karpp (1908–1997), evangelischer Theologe
- Peter Strausfeld (1910–1980), aus Hitlerdeutschland nach England emigrierter Grafiker
- Heinrich Eduard Miesen (1913–1947), Redakteur, Auslandsreporter, christlicher Gegner des Nationalsozialismus, Häftling im KZ Dachau und Verlagsleiter sowie Schriftsteller
- Marie-Luise Nikuta (1938–2020), Kölner Mundartsängerin
- Fritz Schramma (* 1947), Oberbürgermeister der Stadt Köln von 2000 bis 2009
- Alfred Miersch (* 1951), Autor
- Gaby Köster (* 1961), Schauspielerin und Kabarettistin
- Fatih Çevikkollu (* 1972), Kabarettist, Comedy-Star und erster Büttenredner im Kölner Karneval mit türkischen Wurzeln
- Georg Hinz, Seelsorger beim Erzbistum Köln, Mitgründer des Domforums, Gründer und Vorsitzender des Vereins „Loss mer singe e. V.“ –  „Loss mer singe“ ist Kölns größte und bekannteste Mitsingbewegung. Die Mitsingaktionen starteten Ende der 1990er Jahre in Hinzens Küche, mitten in Nippes. Geboren ist Hinz am Niederrhein in Goch.[17]
- Alice Haruko Hasters (* 1989), Journalistin, Buchautorin und Podcasterin
- Matilda Merkel (* 1996), Schauspielerin